# Higurashi no Ki (roman)
Higurashi no Ki (en japonais : 蜩ノ記) est un roman de Rin Hamuro (ja). Il est adapté au cinéma en 2014 sous le nom de A Samurai Chronicle.